# Chapelle du Bon-Pasteur de Moulins
La chapelle du Bon-Pasteur est une ancienne chapelle catholique de Moulins (Allier) aujourd'hui désaffectée. Elle est dédiée au Bon Pasteur, et a été bâtie sous le Second Empire sous l'épiscopat de Mgr de Dreux-Brézé.

## Histoire et description
La chapelle desservait le couvent du Bon-Pasteur, fondé en 1846, dont les sœurs accueillaient des filles de 13 à 18 ans de milieux défavorisés ou placées par l'autorité judiciaire selon la loi du 22 juillet 1912 et l'arrêté préfectoral du 14 mai 1929. L'effectif était de dix-neuf filles en 1937 dont deux pupilles de la Nation. Elles étaient formées aux métiers de la couture. Après la nouvelle ordonnance sur les mineurs de février 1945, le couvent forme ses pensionnaires à l'enseignement général et l'enseignement commercial de premier degré. L'établissement de placement de mineures en difficulté ferme en 1954 et les sœurs se tournent ensuite vers l'enseignement professionnel et ouvrent une école ménagère qui ferme en 1974. L'ancien couvent accueille désormais un foyer des services de la protection de la jeunesse du nom  de « maison d'enfants Saint-Exupéry », avec des extensions nouvelles.
Cette chapelle de style romano-byzantin est construite par Louis-Désiré-Gabriel Esmonnot (1807-1886), architecte diocésain, et la première pierre est posée en 1857. Elle présente une nef unique à trois travées sous une voûte en berceau selon un plan en croix latine. Une coupole se dresse au-dessus du chœur, dont le tambour est éclairé de fenêtres en plein cintre, alternées d'oculi quadrilobés. Le tympan présente la scène du Calvaire, la Vierge à gauche, saint Jean à droite et Marie-Madeleine au pied de la Croix. Les voussures alternent des  fleurs sculptées. Les deux battants du portail présentent sur chacun une sculpture en bas-relief de saint Pierre à gauche et de saint Jean à droite, œuvres de François Mouly (1846-1886). Toutes les fenêtres, en plein cintre, sont appareillées en grès.
A l'intérieur, dépouillé de son mobilier,  on remarque les symboles des évangélistes peints dans les pendentifs. La coupole est soutenue par des arcs en plein cintre soutenus par des colonnes aux chapiteaux feuillagés dorés et peintes dans le goût troubadour. Le chœur est fermé par une table de communion en marbre ajouré de quadrilobes. Les vitraux datent de la fin du XIXe siècle. L'un d'eux, signé Marcelin Mathieu, est inscrit aux Monuments historiques ; il représente la vision du Sacré-Cœur à Marguerite-Marie Alacoque. On remarque une dalle funéraire au sol du chœur du chanoine Gibert, mort en 1879, et fondateur de cette chapelle. 
Le diocèse de Moulins vend la chapelle en 2018 à un couple franco-américain, ayant quitté le monde de la finance et entrepris une formation de maître-verrier, qui la réhabilite pour en faire un atelier d'artisanat, un lieu de concert et d'expositions,.

## Photographies

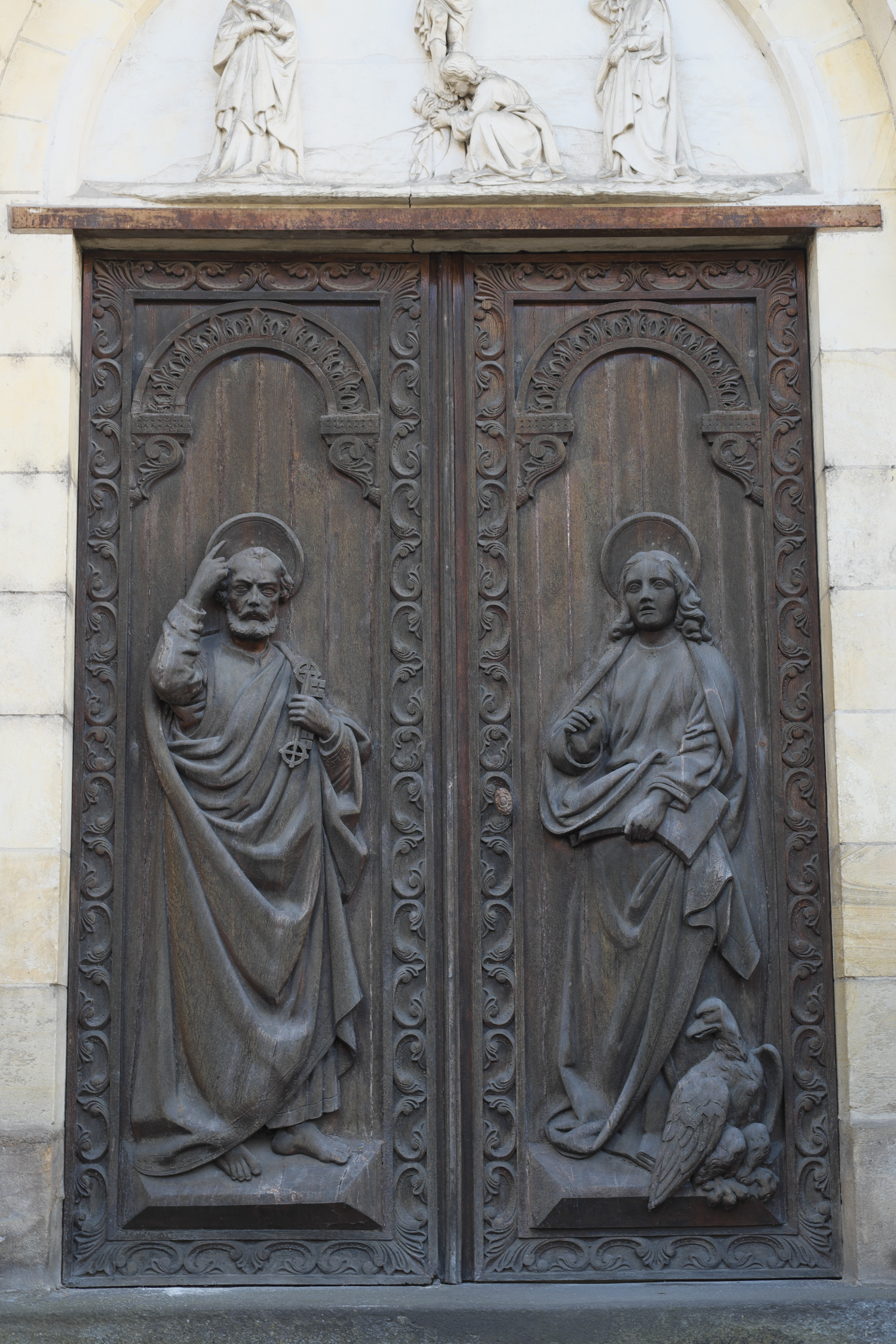
Portail avec saint Pierre et saint Jean.
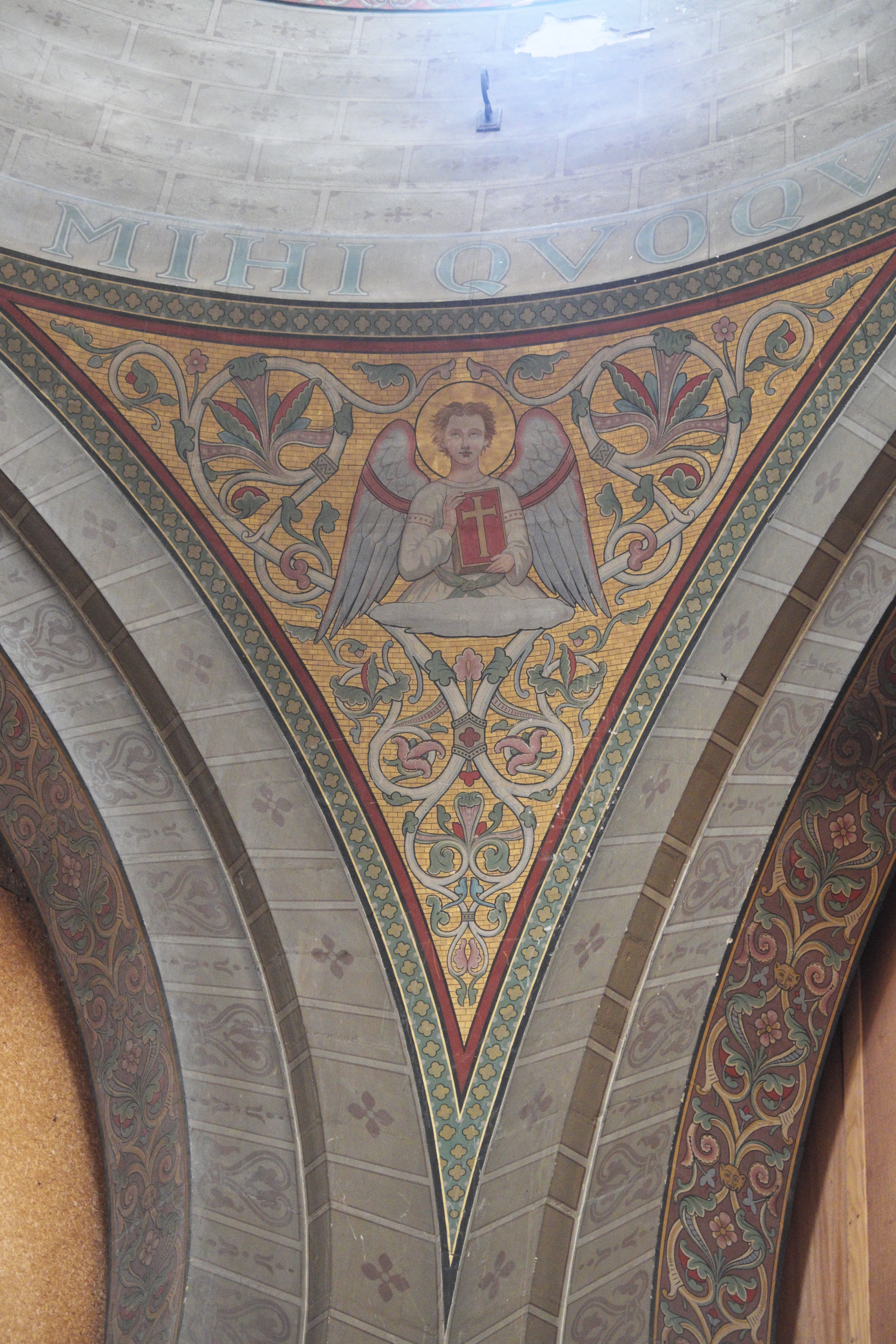
Pendentif représentant l'ange de saint Matthieu.
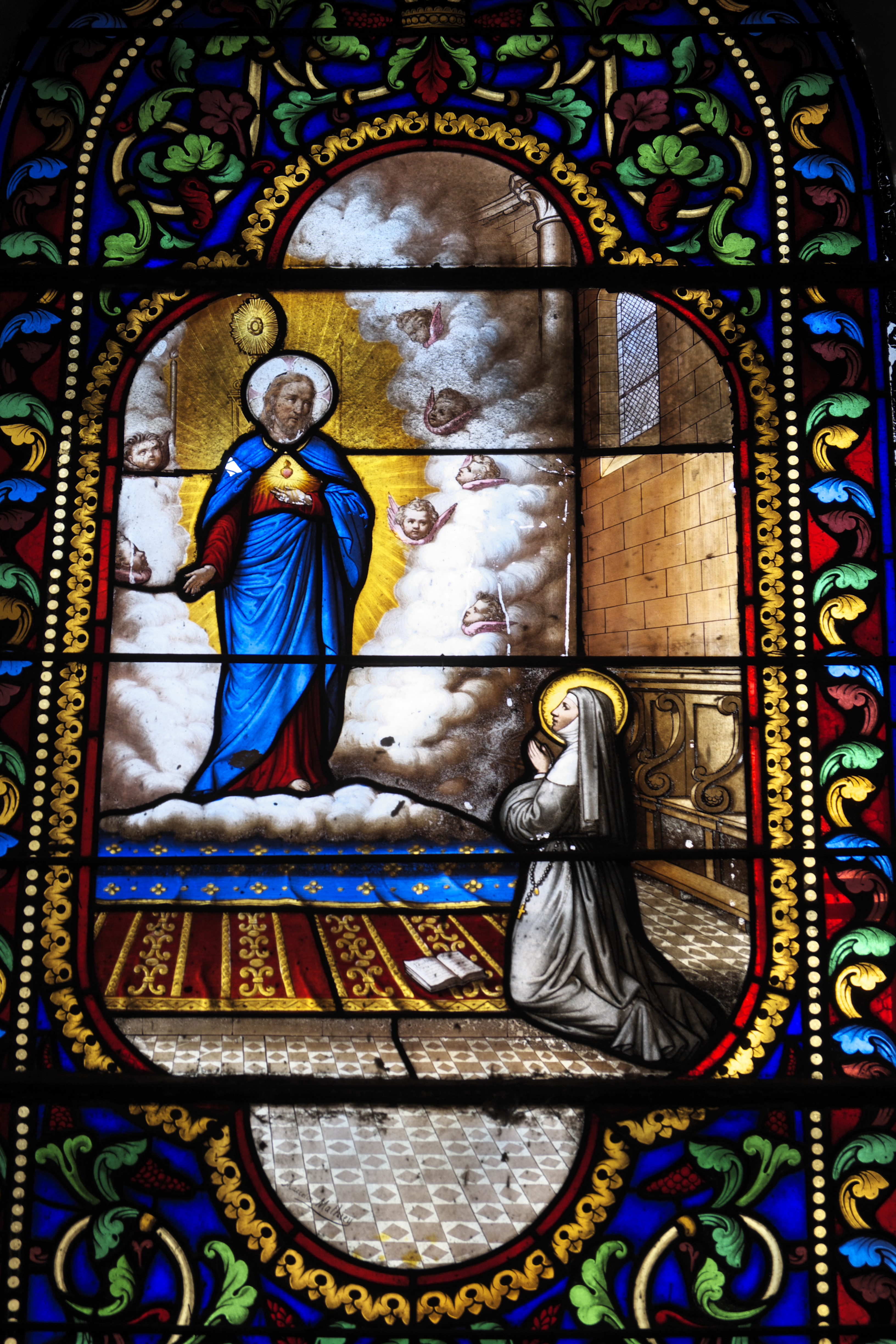
Vitrail du Sacré-Cœur, inscrit aux MH.